# 브러한

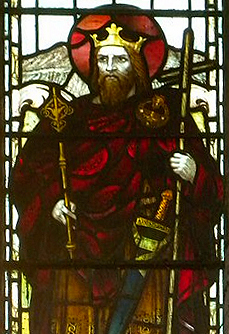

브러한 브러헤이니옥(웨일스어: Brychan Brycheiniog)은 5세기 브러헤이니옥의 반전설적 왕이다.
족보서들에 따르면 브러한은 아일랜드섬에서 코로낙의 아들 안라크와 그 아내 마르헬(Marchel)의 아들로 태어났다. 마르헬은 가르스마드룬(Garthmadrun)의 후계자였고 이들 부부가 브러헤이니옥 왕위를 계승했다. 부왕이 죽자 브러한은 가르스마드룬으로 돌아가 왕위에 오르고 나라 이름을 브러헤이니옥으로 바꾸었다. 브러한이라는 이름은 아일랜드어 이름 브로칸(Broccán)의 웨일스어형 같으며, 조부라는 코로낙 역시 아일랜드어 이름 코르막(Cormac)을 나타내는 것 같다.
1100년경에 쓰여진 카도쿠스 성인전에서는 브러한의 딸 굴라더스 왕녀가 구인룩 왕 구인러우에게 납치당해서 버르한이 아르수르, 카이, 베두이르와 싸웠다는 이야기가 있다. 이에 따르면 굴라더스가 구인러우와의 사이에서 카도쿠스를 낳았으니 브러한은 카도쿠스의 외조부가 된다.